# Valérie Hould-Marchand
Valérie Hould-Marchand (* 29. Mai 1980 in Rivière-du-Loup) ist eine ehemalige kanadische Synchronschwimmerin.

## Erfolge
Valérie Hould-Marchand war ab 1993 Mitglied der kanadischen Nationalmannschaft der Juniorinnen und wurde mit ihr 1995 im Mannschaftswettbewerb Juniorinnen-Weltmeisterin. Ein Jahr darauf gehörte sie bei den Erwachsenen zum kanadischen Aufgebot bei den Olympischen Spielen 1996 in Atlanta. Zusammen mit Karen Clark, Sylvie Fréchette, Janice Bremner, Karen Fonteyne, Christine Larsen, Erin Woodley, Cari Read und Lisa Alexander gelang ihr im Mannschaftswettbewerb mit 98,367 Punkten das zweitbeste Ergebnis des Wettkampfs, womit die Kanadierinnen hinter der mit 99,720 Punkten siegreichen Mannschaft der Vereinigten Staaten die Silbermedaille gewannen. Bronze ging an Japan mit 97,753 Punkten. Bei den Commonwealth Games 1998 in Kuala Lumpur war sie im Solo erfolgreich, als sie sich gegen die gesamte Konkurrenz durchsetzen konnte und sich die Goldmedaille sicherte. Ein Jahr darauf folgte eine weitere Goldmedaille, diesmal mit der Mannschaft. Die kanadische Équipe erzielte bei den Panamerikanischen Spielen in Winnipeg das beste Resultat aller Mannschaften, noch vor den Vereinigten Staaten und Mexiko.
Im Anschluss kam es zu einem Zerwürfnis mit dem kanadischen Synchronschwimmverband Synchro Canada über ihre Routine im Solo. Der Verband empfand diese als zu „avant-garde“. Da Hould-Marchand nicht bereit war, diese zu ändern, wurde sie aus dem Nationalkader gestrichen, obwohl sie bereits für die Olympischen Spiele 2000 nominiert worden war. Wenig später beendete sie ihre Karriere und übte daraufhin verschiedene Tätigkeiten aus. Sie war als Trainerin tätig, in der Fernsehproduktion und im Sportjournalismus.